# Віндельн
Віндельн (швед. Vindeln) — містечко (tätort, міське поселення) у північній Швеції в лені  Вестерботтен. Адміністративний центр комуни Віндельн.

## Географія
Містечко знаходиться у східній частині лена  Вестерботтен за 530 км на північ від Стокгольма.

## Історія
У містечку до 1943 року був один з таборів для інтернованих у Швеції під час Другої світової війни, який іноді називають трудовим табором.
Приблизно в десяти кілометрах на північ від поселення, на другому боці річки Віндельельвен знаходиться невеликий аеродром.

## Населення
Населення становить 2 450 мешканців (2018).

## Клімат
Віндельн має субарктичний клімат, який для його широти пом’якшений через близькість до Гольфстриму. З огляду на те, що він знаходиться всередині країни, зими суворіші, ніж у прибережних районах, таких як Умео та Голмон, але м’якші, ніж у районах на вищій висоті. Літо коротке, але часто тепле, з цивільними сутінками, які тривають всю ніч протягом кількох тижнів, на відміну від глибокої зимової темряви з дуже короткими днями. Опади помірні, але через холодні зимові температури щороку утворюється значний сніговий покрив.
| Клімат Віндельна (Середні показники за 2002–2022); екстремуми з 1946 | Клімат Віндельна (Середні показники за 2002–2022); екстремуми з 1946 | Клімат Віндельна (Середні показники за 2002–2022); екстремуми з 1946 | Клімат Віндельна (Середні показники за 2002–2022); екстремуми з 1946 | Клімат Віндельна (Середні показники за 2002–2022); екстремуми з 1946 | Клімат Віндельна (Середні показники за 2002–2022); екстремуми з 1946 | Клімат Віндельна (Середні показники за 2002–2022); екстремуми з 1946 | Клімат Віндельна (Середні показники за 2002–2022); екстремуми з 1946 | Клімат Віндельна (Середні показники за 2002–2022); екстремуми з 1946 | Клімат Віндельна (Середні показники за 2002–2022); екстремуми з 1946 | Клімат Віндельна (Середні показники за 2002–2022); екстремуми з 1946 | Клімат Віндельна (Середні показники за 2002–2022); екстремуми з 1946 | Клімат Віндельна (Середні показники за 2002–2022); екстремуми з 1946 | Клімат Віндельна (Середні показники за 2002–2022); екстремуми з 1946 |
| Показник                                                             | Січ.                                                                 | Лют.                                                                 | Бер.                                                                 | Квіт.                                                                | Трав.                                                                | Черв.                                                                | Лип.                                                                 | Серп.                                                                | Вер.                                                                 | Жовт.                                                                | Лист.                                                                | Груд.                                                                | Рік                                                                  |
| Абсолютний максимум, °C                                              | 9,6                                                                  | 9,5                                                                  | 14,9                                                                 | 20,6                                                                 | 28,3                                                                 | 32,1                                                                 | 33,3                                                                 | 29,7                                                                 | 25,0                                                                 | 17,8                                                                 | 12,6                                                                 | 9,4                                                                  | 33,3                                                                 |
| Середній максимум, °C                                                | −4,9                                                                 | −3,5                                                                 | 1,5                                                                  | 7,1                                                                  | 13,5                                                                 | 18,2                                                                 | 20,8                                                                 | 18,7                                                                 | 13,2                                                                 | 6,0                                                                  | 0,2                                                                  | −2,6                                                                 | 7,4                                                                  |
| Середня температура, °C                                              | −7,8                                                                 | −6,8                                                                 | −2,6                                                                 | 2,5                                                                  | 8,2                                                                  | 12,9                                                                 | 15,8                                                                 | 13,6                                                                 | 9,2                                                                  | 3,0                                                                  | −2,1                                                                 | −5,3                                                                 | 3,4                                                                  |
| Середній мінімум, °C                                                 | −10,7                                                                | −10                                                                  | −6,6                                                                 | −2,1                                                                 | 2,8                                                                  | 7,6                                                                  | 10,8                                                                 | 9,5                                                                  | 5,2                                                                  | 0,0                                                                  | −4,4                                                                 | −7,9                                                                 | −0,5                                                                 |
| Абсолютний мінімум, °C                                               | −41                                                                  | −45,3                                                                | −36                                                                  | −27,2                                                                | −12                                                                  | −4,6                                                                 | −0,7                                                                 | −3,4                                                                 | −9,7                                                                 | −24,8                                                                | −32,2                                                                | −40,1                                                                | −45,3                                                                |
| Норма опадів, мм                                                     | 45.2                                                                 | 38.2                                                                 | 29.5                                                                 | 26.7                                                                 | 39.7                                                                 | 60.4                                                                 | 87.7                                                                 | 77.8                                                                 | 61.7                                                                 | 60.3                                                                 | 49.0                                                                 | 55.9                                                                 | 632.1                                                                |
| -------------------------------------------------------------------- | -------------------------------------------------------------------- | -------------------------------------------------------------------- | -------------------------------------------------------------------- | -------------------------------------------------------------------- | -------------------------------------------------------------------- | -------------------------------------------------------------------- | -------------------------------------------------------------------- | -------------------------------------------------------------------- | -------------------------------------------------------------------- | -------------------------------------------------------------------- | -------------------------------------------------------------------- | -------------------------------------------------------------------- | -------------------------------------------------------------------- |
| Джерело: Відкриті дані SMHI, Щомісячні дані SMHI 2002–2022           |                                                                      |                                                                      |                                                                      |                                                                      |                                                                      |                                                                      |                                                                      |                                                                      |                                                                      |                                                                      |                                                                      |                                                                      |                                                                      |

## Спорт
У поселенні базується футбольний клуб Віндельнс ІФ, який має секції хокею з шайбою, футболу, флорболу та інших видів спорту.

## Галерея

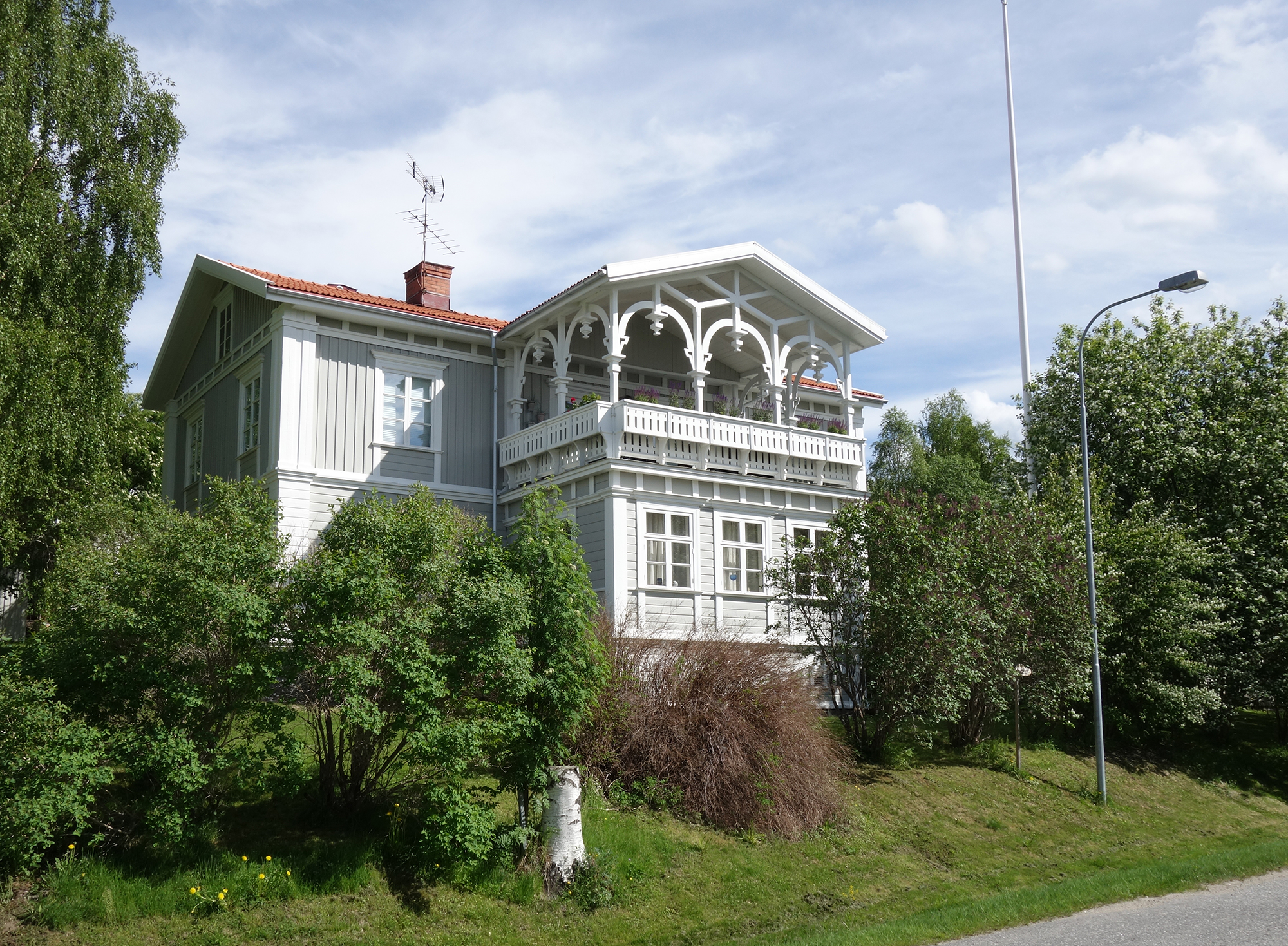
Давній будинок суду
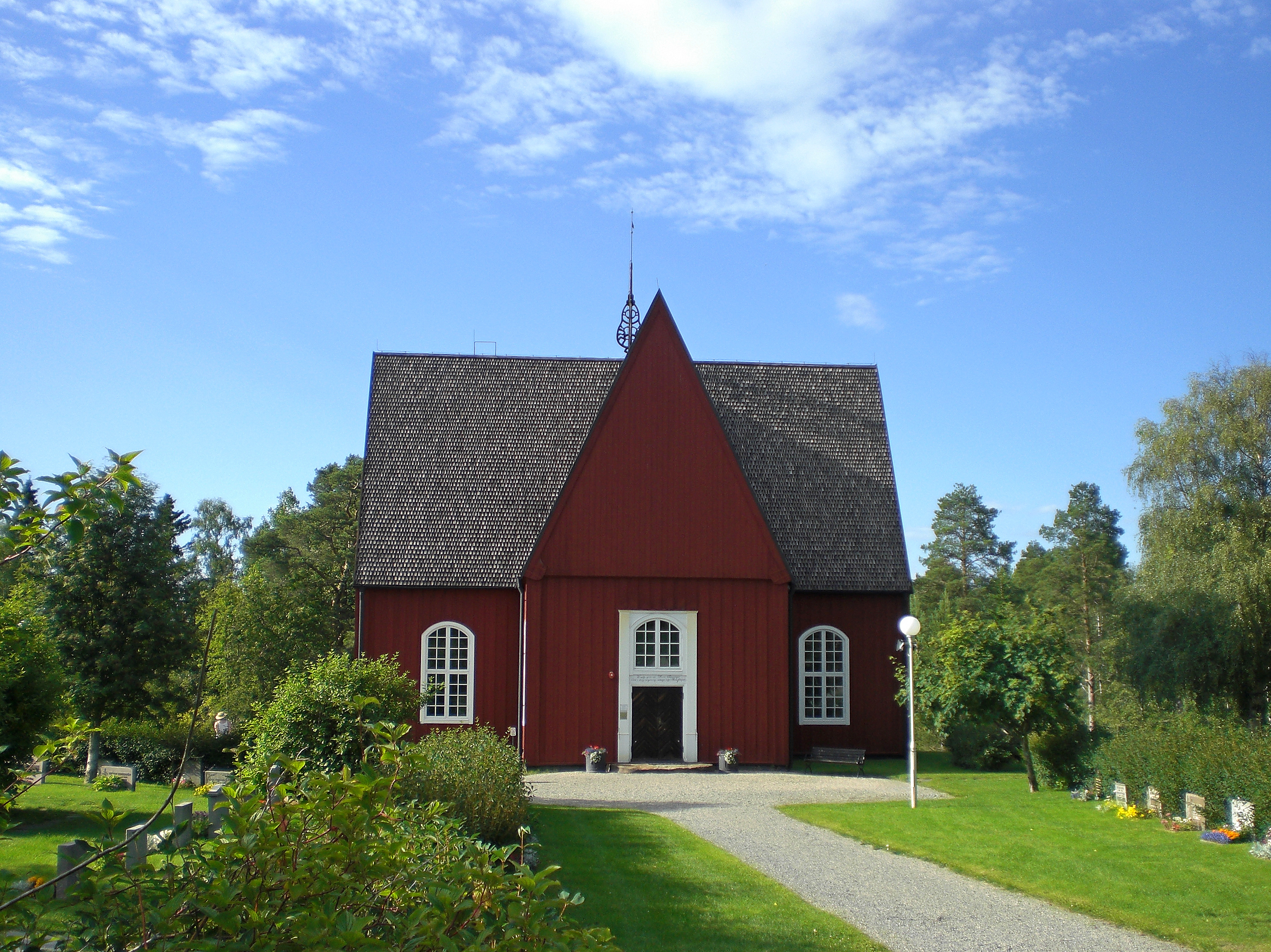
Каплиця Святого Михаїла
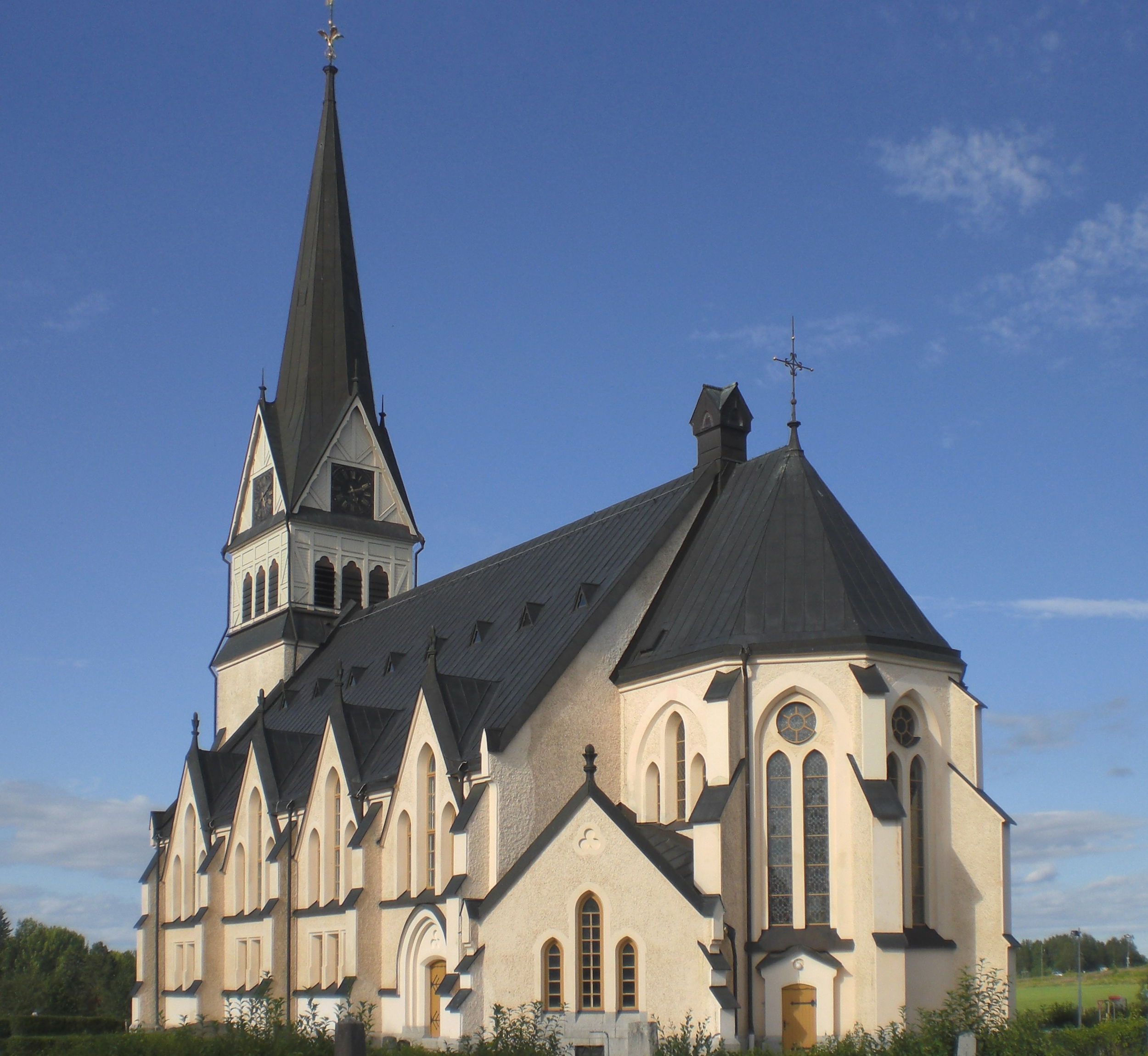
Церква
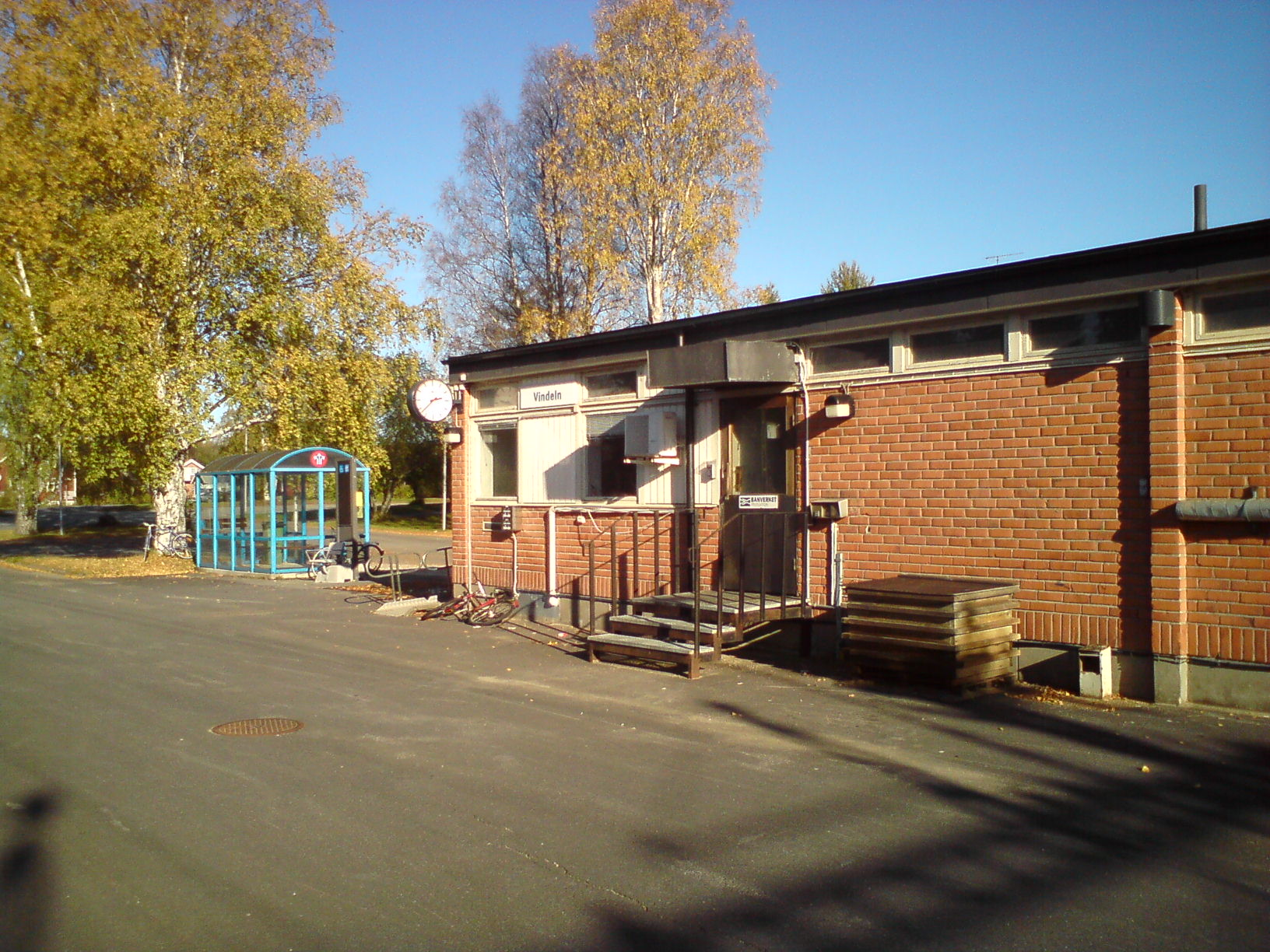
Залізнична станція